# Levan Tediasjvili
Levan Tediasjvili (även stavat Tediashvili), född 15 mars 1948 i Sagaredzjo, Georgien, död 17 februari 2024, var en georgisk brottare som tävlade för Sovjetunionen under sin aktiva karriär och tog OS-guld i mellanviktsbrottning i fristilsklassen 1972 i München och därefter OS-guld i lätt tungviktsbrottning 1976 i Montréal.